# Komorniki (Mazovia)
Komorniki [pronunciación en polaco: /kɔmɔrˈniki/] es un pueblo en el distrito administrativo de Gmina Tarczyn, dentro del Distrito de Piaseczno, Voivodato de Mazovia, en el centro-este de Polonia. Se encuentra aproximadamente 2 kilómetros al sur de Tarczyn, 17 kilómetros al sudoeste de Piaseczno, y 30 kilómetros al sur de Varsovia.